# خوان رينكون
خوان رينكون (بالإسبانية: Juan Rincón)‏ هو لاعب كرة قاعدة فنزويلي، ولد في 23 يناير 1979 في ماراكايبو في فنزويلا.

## وصلات خارجية
- خوان رينكون على موقع دوري كرة القاعدة الرئيسي (الإنجليزية)
- خوان رينكون على موقعبيزبول رفرنس.كوم (الدوري الرئيسي) (الإنجليزية)
- خوان رينكون على موقعبيزبول رفرنس.كوم (الدوري الثانوي) (الإنجليزية)
- خوان رينكون على موقع إي إس بي إن.كوم (أم.أل.بي) (الإنجليزية)
- خوان رينكون على موقع مشجعي الرسوم البيانية (الإنجليزية)